# Perizoma quadriplaga
Perizoma quadriplaga là một loài bướm đêm trong họ Geometridae.